# Campeonato Peruano de Fútbol Femenino de 2009
El Campeonato Peruano de Fútbol Femenino 2009 fue un torneo de la Primera División Femenina, que a pesar de su nombre, culminó en el 2010. Este torneo otorgó un cupo a la Copa Libertadores Femenina 2010. Para participar en la etapa nacional, los equipos debían ocupar los primeros lugares en sus respectivos torneos regionales.

## Etapa regional

### Campeonato metropolitano 2009
El campeón del torneo metropolitano fue JC Sport Girls. Ganó la final a Real Maracaná Jugado en el mes de setiembre.
| JC Sport Girls          | San Isidro | Clasificó a semifinales |
| Real Maracaná           | Chaclacayo | Clasificó a semifinales |
| Municipalidad San Borja | San Borja  | Clasificó a semifinales |
| Kids Soccer             |            | Clasificó a semifinales |
| Minka                   | Callao     | Eliminado               |
| Olienka Salinas         | Surco      | Eliminado               |

#### Liga
Fecha 1:
Programado para el sábado 05 de Setiembre en el Estadio Municipal de Chaclacayo.
12 m. Minka vs. Club Amauta
02 pm. Olienka vs. Kids Soccer
Real Maracaná 3-4 River San Borja (partido postergado y programado para ser jugado en la Videna el jueves 17 de setiembre)
Fecha 2:
Jugado el domingo 13 en el polideportivo de San Borja
River San Borja 2-1 Olienka Salinas
Real Maracaná 1-1 JC Sport Girls 
Minka 0-0 Kids Soccer
Fecha 3:
Kids Soccer vs JC Sport Girls
Real Maracaná vs Olienka Salinas
River San Borja  6-1 Minka ¿Partido postergado?
Fecha 5:
Minka vs Olienka Salinas
River San Borja vs JC Sport Girls
Real Maracaná 7-1 Kids Soccer

#### Semifinal
Programado para el sábado 17 de octubre del 2009
Real Maracaná 3 - 3 River San Borja
Los goles de Real Maracaná fueron realizados por Steffani Otiniano, Adriana Salas y Mirian Zúñiga. En los penales Stefanie Quispe, Lorena Mendoza, Mirian Zúñiga y Sofía Pérez convirtieron los goles y falló la zurda Jessenia Martínez. Por su parte, River San Borja falló dos penales.
JC Sport Girls vs Kids Soccer

#### Final
Programado para el sábado 24 de octubre del 2009
14:00 hrs. J.C. Sport Girls  2-0 Real Maracaná (por el PRIMER LUGAR)
16:00 hrs. River San Borja vs. Kids Soccer (por el TERCER PUESTO)

## Etapa nacional
La final se jugó el año 2010 en Trujillo. Lima y Trujillo tuvieron 2 representantes.

### Grupo A
Carlos Tenaud (Trujillo)
Juventud Star de Zarumilla (Tumbes)
Santa Rosa PNP (Huancavelica).

### Grupo B
JC Sport Girls (Lima)
Universidad Particular de Iquitos (Loreto)
Sporting Cristal (Huánuco)

### Grupo C
Semillero La Coruña (Trujillo)
Juventud Cienciano (Apurímac)
Fuerza Deportiva de Lambayeque

### Grupo D
Real Maracaná (Lima)
Universitario de Cusco
White Star (Arequipa)
Nueva Generación (Cajamarca)

### Final
La final se jugó entre la Universidad Particular de Iquitos (Loreto) y Universidad San Antonio de Abad (Cusco). El cuadro amazónico venció 5 a 0.